# Cyril Dessel
Cyril Dessel, francoski kolesar, * 29. november 1974, Rive-de-Gier.
Dessel je profesionalno kariero začel leta 2000 pri moštvu Jean Delatour, 2003. leta je prestopil v Phonak, leta 2005 pa v AG2R-Prévoyance. Najbolj je nase opozoril z drugim mestom v prvi gorski etapi Toura 2006, s katerim si je privozil rumeno majico.
Dessel meri 1.77 m in tehta 66 kg.

## Največji uspehi
| Uvrstitev | Vrsta dirke                               | Sezona | Država   |
| --------- | ----------------------------------------- | ------ | -------- |
| 1. mesto  | Nosilec rumene majice                     | 2006   | Francija |
| 1. mesto  | Dirka po Sredozemlju                      | 2006   | Francija |
| 2. mesto  | Etapa Tour de France                      | 2006   | Francija |
| 2. mesto  | Francosko državno prvenstvo, cestna dirka | 2004   | Francija |
| 2. mesto  | Etapa Dauphiné Libéré                     | 2004   | Francija |